# Jeanne Marnière
Jeanne Marnière, née Marie Françoise Jeanne Barousse (à Toulouse, Haute-Garonne) le 18 août 1851 et morte à Cannes, chemin de Vallauris (Alpes-Maritimes) le 4 mars 1910, est une femme de lettres française qui a utilisé plusieurs pseudonymes, principalement celui de Jeanne Marni. 
Son abondante production d’œuvres courtes publiées pour la plupart dans la presse et jouées au théâtre a rencontré un succès important : on lui doit surtout des vaudevilles et des scènes dialoguées mais aussi quelques romans  développant l'analyse psychologique et les thèmes sociétaux de l'époque, en particulier la  relation de couple.

## Biographie

### Famille

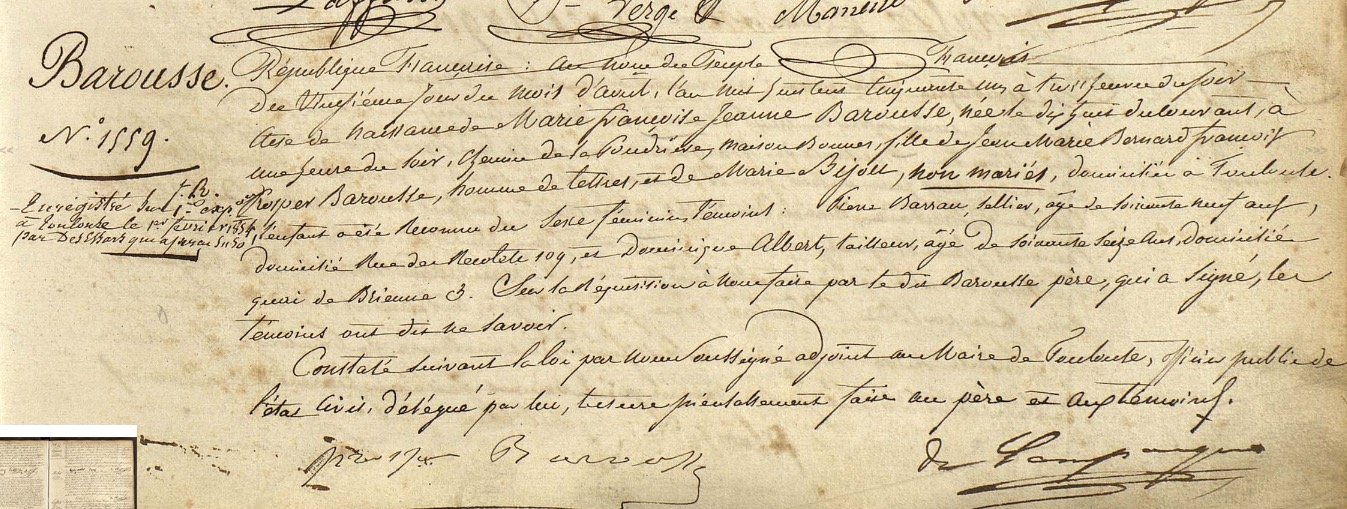
Acte de naissance de Jeanne Barousse

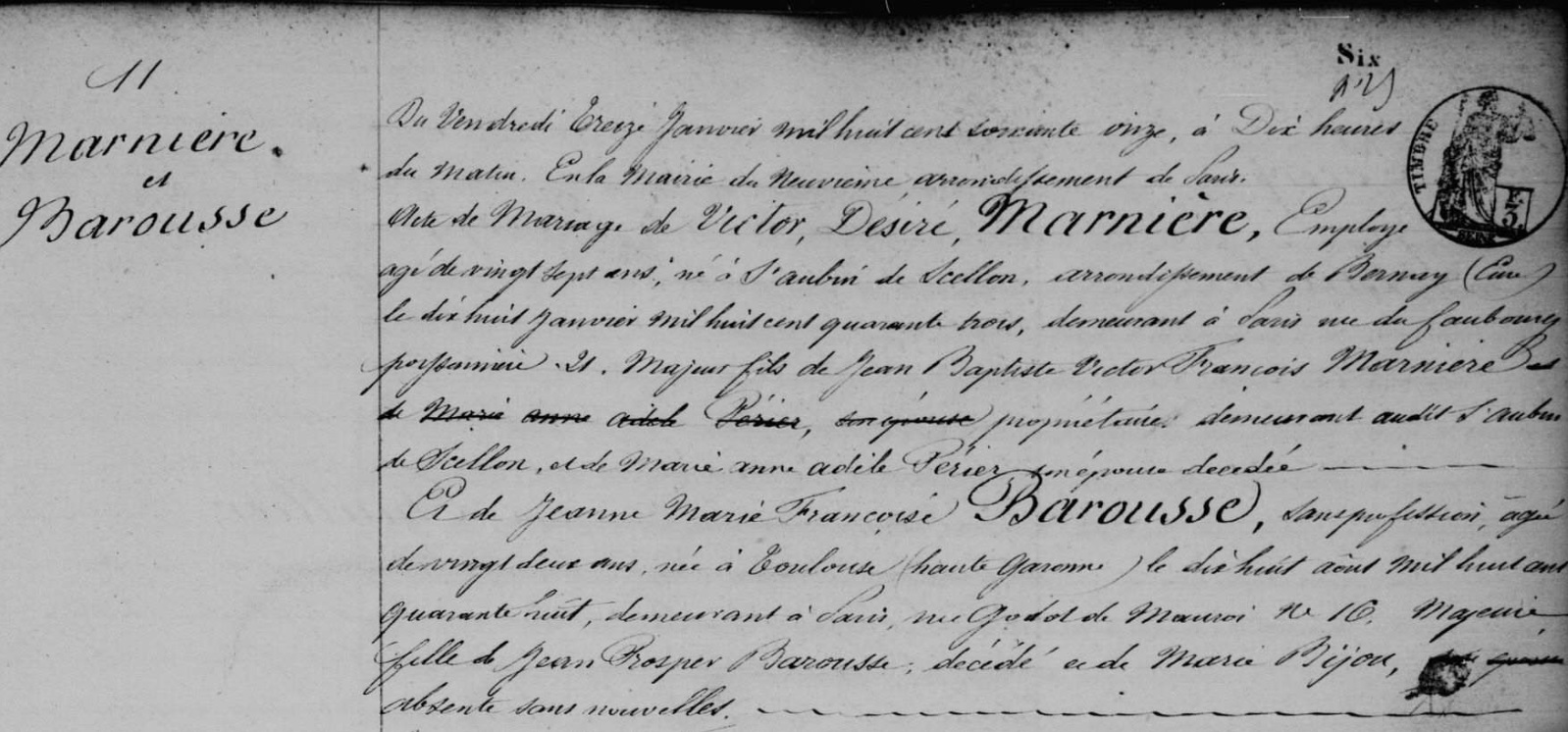
Acte de mariage Marnière-Barousse (copie du début)

Marie Françoise Jeanne Barousse naît à Toulouse le 18 août 1851 de Marie Antoinette Barsalou, sous le pseudonyme de Marie Bijou, et de Prosper Barousse,.
Elle vit à Paris et envisage une carrière de comédienne avant d'épouser dans le 9e arrondissement de Paris le 13 janvier 1871 Victor Désiré Marnière avec qui elle a deux enfants. Encore légalement mineure en 1871 et en plein siège de Paris, alors que les communications avec le reste de la France sont difficiles, il est possible que son acte de mariage la fasse naître en 1848 pour permettre le mariage en l'absence de ses deux parents, son père déclaré mort et sa mère déclarée « absente sans nouvelles ».
Elle utilisera le pseudonyme de Jeanne Marni pour l'essentiel de ses écrits.

### Parcours
Devenue veuve en 1885/1886 (succession avril 1886), elle se tourne vers l'écriture pour des raisons financières et les relations de sa mère, Manoël de Grandfort, elle-même femme de lettres, lui ouvrent les portes des journaux qui commencent à la publier. Sa résidence parisienne était située dans le quartier élégant de la Plaine Monceau, le 68 rue Jouffroy d'Abbans, (dans le 17e arrondissement) dans un immeuble construit en 1880. Fatiguée par la vie parisienne, elle passait à la fin de sa vie neuf mois par an dans sa villa de Cannes. 
Ses nombreux textes ont rencontré le succès : publiés dans la presse, joués au théâtre mais aussi édités en volumes, ils ont été appréciés par la critique qui évoque par exemple un « écrivain charmant et pénétrant dans ses dialogues » ou qui affirme à sa mort « il y a dans cette œuvre abondante et légère des parties qui tiendront ; et nous devons à Jeanne Marni des croquis du Paris sentimental de 1900 que ne devront point négliger, s'ils ont le souci de se documenter à fond, les sociologues de 1950 ». 
Elle a aussi collaboré au journal féministe La Fronde à partir de 1887 (comme sa mère et sa fille) et a fait partie des fondatrices du Prix Femina en 1904.

### Mort et hommages
Elle meurt d'une douloureuse et longue maladie dans sa villa de Cannes, chemin de Vallauris le 4 mars 1910 (l'acte de décès est du 5 mars). Annoncée le 6 mars 1910 dans la presse sa mort est suivie le 9 mars 1910 d'une cérémonie à (ou devant?) l'église Notre-Dame-de-Lorette avant l'inhumation à Ville-d'Avray aux côtés de sa mère.
Figure éminente de la littérature féminine, à sa mort ses amis indignés ont témoigné avec émotion de l’injustice dont Jeanne Marni a souffert : Jeanne Marni, de son vrai nom Jeanne Marnière, devait être décorée. Cette joie, car c'en aurait été une pour elle et des plus vives, lui a été refusée.
Ses admirateurs les écrivains, ses amis, auraient voulu voir briller entre les immortelles, la croix au ruban rouge que l'on décerne d'ordinaire aux braves qui ont vaillamment mené le combat de la vie, aux bons ouvriers qui ont honoré leur art, aux grandes sœurs de charité qui ont donné l'exemple d'une bonté sans défaillance.

## Regards sur l’œuvre

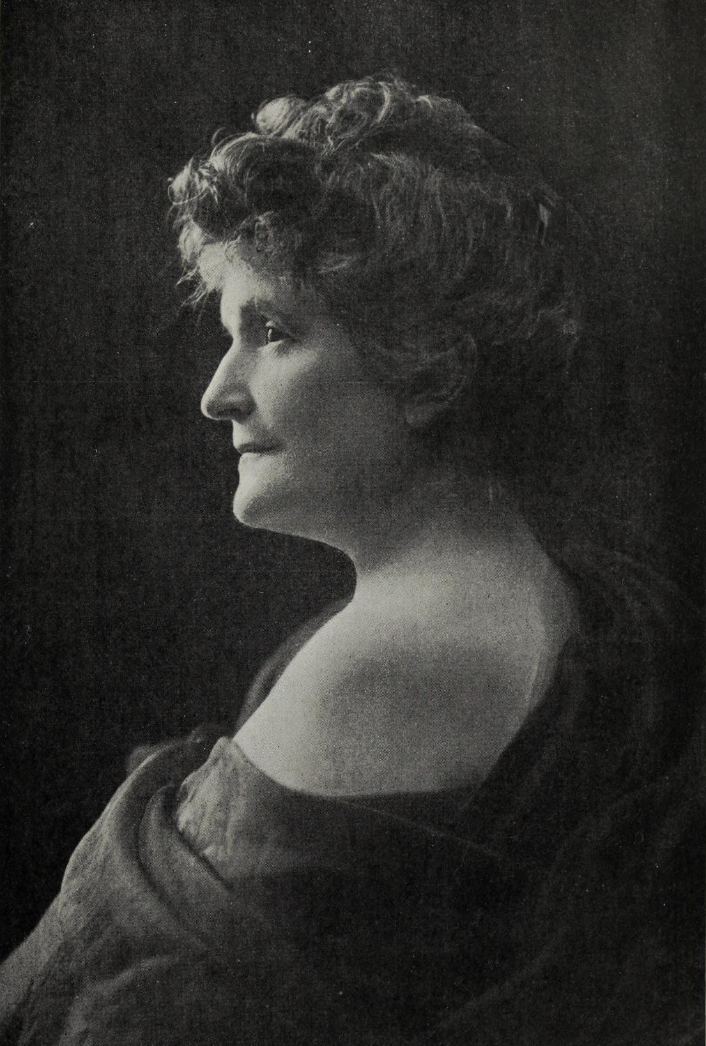
Jeanne Marni en 1907,
jury du prix Femina.

Les critiques du temps lui sont favorables et l'œuvre de Jeanne Marni est reconnue. Quelques exemples :
- Frédéric Loliée,  dans « Madame J. Marni et son œuvre », in La Revue des revues en 1899, salue l'excellence de J. Marni dans l'art du dialogue : « Nul n’aura manifesté au même degré d’excellence que Marni l’art d’enfermer toute une histoire dans la trame serrée d’un dialogue et de faire toucher, d’un seul trait, la profondeur d’une âme »[12].
- L'article de Séverine dans La Fronde du 7 janvier 1903 qui vante « ces dialogues où le pittoresque s'allie à l'émotion » et sa modernité : « Mais un des points par lequel le talent de Jane (sic) Marni s'affirme d'un modernisme en avance sur les lendemains, une des particularités qui caractérisent son œuvre en lui donnant une portée plus haute que la simple fantaisie littéraire, c'est la causticité de la satire ; une saveur de dégoût très décadente ; par ci par là, un beau frisson de révolte »[13]
- En 1907, un article du prix La vie Heureuse observe que « Madame Marni a choisi de peindre la cruauté de la vie sentimentale, cruauté qui vient des hommes, du destin, du cours même naturel et inévitable de la vie »[14].
- L'hommage rendu à sa mort par Le Petit Parisien du 6 mars 1910 est élogieux : « Ce sont des livres que les femmes ne cesseront de lire et de relire. C'est leur histoire. Toutes les souffrances d'un cœur, ses joies passagères, ses déchirements et ses espérances, sont relatés avec une minutie, une audace dans l'analyse qui tiennent du miracle »[9].
- Le discours de M. Carette à ses obsèques est un éloge funèbre : « Mme Marni, mère et amie, donna l'exemple de ces qualités rares et c'est par de tels écrivains que la cause féministe peut être plus sûrement gagnée, étant plaidée non par la révolte et la revendication violente, mais par l'attendrissement, par les larmes et par la pitié. »

Les critiques modernes étudient quant à eux la place Jeanne Marni dans le mouvement féministe des années 1900 : 
- Chantal Gleyzes la mentionne dans son ouvrage de 1994 La femme coupable : Petite histoire de l'épouse adultère au XIXe siècle éclaire aussi l’œuvre de Jeanne Marni[15].
- Lesly Bessière dans Les romancières françaises, 1870-1900 : approche à travers l'exemple de Jeanne Marni en 2008 écrit : « Jeanne Marni publie une dizaine de recueils qui lui assurent une grande notoriété. Les problèmes sociétaux d'actualité sont abordés : divorce,  relations homme/femme au sein du couple, adultère, sexualité féminine et même homosexualité... Dans une grande liberté de ton, un style mordant et humoristique, ses dialogues mettent en scène des types de femmes et d'hommes : la jeune fille, la courtisane, l'amant, le mari... Cette œuvre moderne décortique les mœurs et évite les représentations traditionnelles de la femme en littérature pour mettre en scène des femmes qui veulent travailler, écrire… »[16].
- L.C. Stone dans sa thèse de 2011 : s'appuyant sur le roman Pierre Tisserand de 1907 elle souligne l'approche de l'auteur et sa misandrie, du moins « sa suspection fondamentale vis à vis des hommes »,  qui met en scène l'inversion des rôles traditionnels en montrant une femme séductrice et un homme victime mais traité sans sympathie (homme narcissique), le rejet des destinées féminines conventionnelles de soumission conduisant à éviter la domination masculine en choisissant l'homosexualité [17].
- Marie-Eve Therenty étudie la modernité de ses écrits courts[18].

## Œuvres

### Romans
- La Femme de Silva (1887)
- Amour coupable (1889)
- Trilogie : Le livre d’une amoureuse (1904), Pierre Tisserand (1907), Souffrir... (1909)

### Dialogues
Parus dans les journaux (au National, à la Vie Parisienne, à l’Écho de Paris, au Journal) et régulièrement publiés en volumes : Dialogues de courtisanes — en collaboration avec Maurice Donnay (sous le  pseudonyme collectif de Lucienne) (1890), Comment elles se donnent (1895), Comment elles nous lâchent (1896), Les Enfants qu’elles ont (1897), Leurs péchés capitaux  (1897),  Fiacres (1898), Celles qu’on ignore (1899), À table (1900), Vieilles (1902)  Les femmes cochères, dialogue Texte imprimé / par Marni / Paris La vie Heureuse 1907

### Théâtre
Pièces brèves jouées au Grand Guignol :
- L'Aile, comédie en 1 acte (1902)[19].
- L'Heureux auteur, comédie en 1 acte (1901)
- La Coopérative, comédie en 1 acte, avec M. Violette (1903).
- César,  en 1 acte.

Pièces longues : deux pièces en trois actes, Manoune (1901) et Le Joug (écrite en collaboration avec Albert Guinon, comédie représentée pour la première fois à Paris sur le Théâtre du Vaudeville, le 28 novembre 1902, publiée en 1903) - Une comédie en quatre actes : La Montée en collaboration avec M. Mauclair (1907).